# 哲秀與英熙 (電影)
《哲秀與英熙》，是一部於2005年出品的韓國獨立電影，由黃圭德執導，朴泰英及全河恩主演。電影講述只愛吃美食的搗蛋鬼哲秀和早熟聰明的英熙，同為小學四年級的兩者，由難以相處的關係，再發展成情人的故事，體現小學生的愛和成長的痛苦。

## 演員陣容
- 朴泰英 飾 哲秀
- 全河恩 飾 英熙
- 朴松義 飾 尤里
- 金尚勳 飾 配音演員
- 安汝珍 飾 班主任
- 朱福珍 飾 英熙的祖母
- 朴鍾根 飾 哲秀的父親
- 珍美善 飾 哲秀的的母親
- 鄭宇赫 飾 CD店店員
- 樸惠蘭 飾 書店小姐
- 莫鎮武 飾 鄰家爺爺
- 姜恩九 飾 英熙的父親
- 金善雅 飾 英熙的媽媽
- 姜藝信 飾 年幼英熙
- 特蕾莎崔 飾 尤里的母親
- 嚴基雄 飾 供應站主任
- 崔京津 飾 小站站長
- 鄭珍榮 飾 鬥牛犬老師（友情出場）